# 上毛三山
上毛三山（じょうもう さんざん）は、日本の群馬県にある山、赤城山（あかぎやま、あかぎさん）・榛名山（はるなさん）・妙義山（みょうぎさん）の総称である。

## 地理
上毛三山のうち榛名山や赤城山は山容から火山であることが明瞭なのに対し、妙義山は火山であったことを連想することが難しい山容と指摘される。
妙義山や荒船山などの区域は妙義荒船佐久高原国定公園に指定されている。また、それぞれに県立公園があり、群馬県立榛名公園（1924年開設、395ha）、群馬県立赤城公園（1935年開設、1,290ha）、群馬県立妙義公園（1954年開設、32ha）が整備されている。

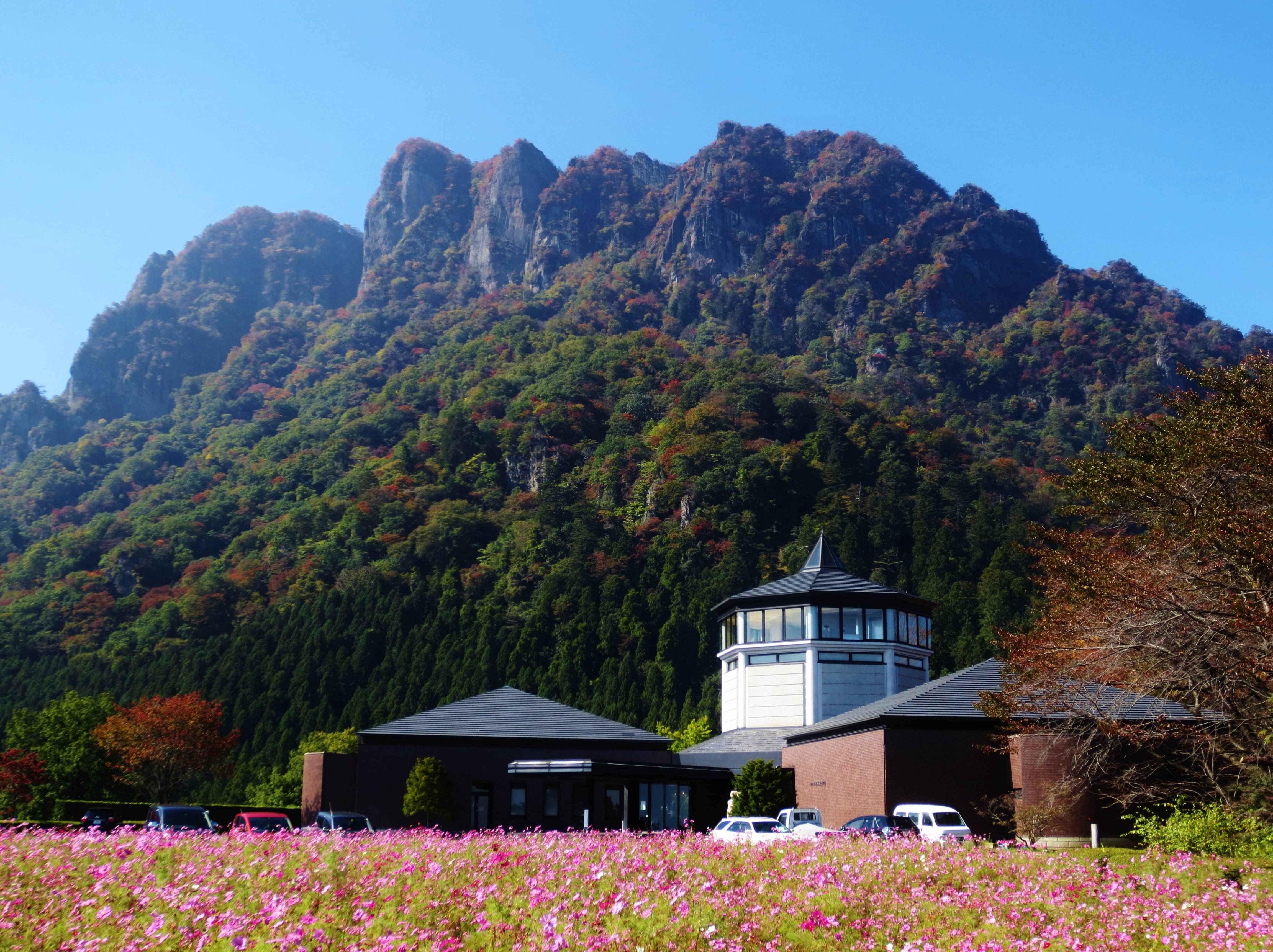
群馬県で左（西）に妙義山
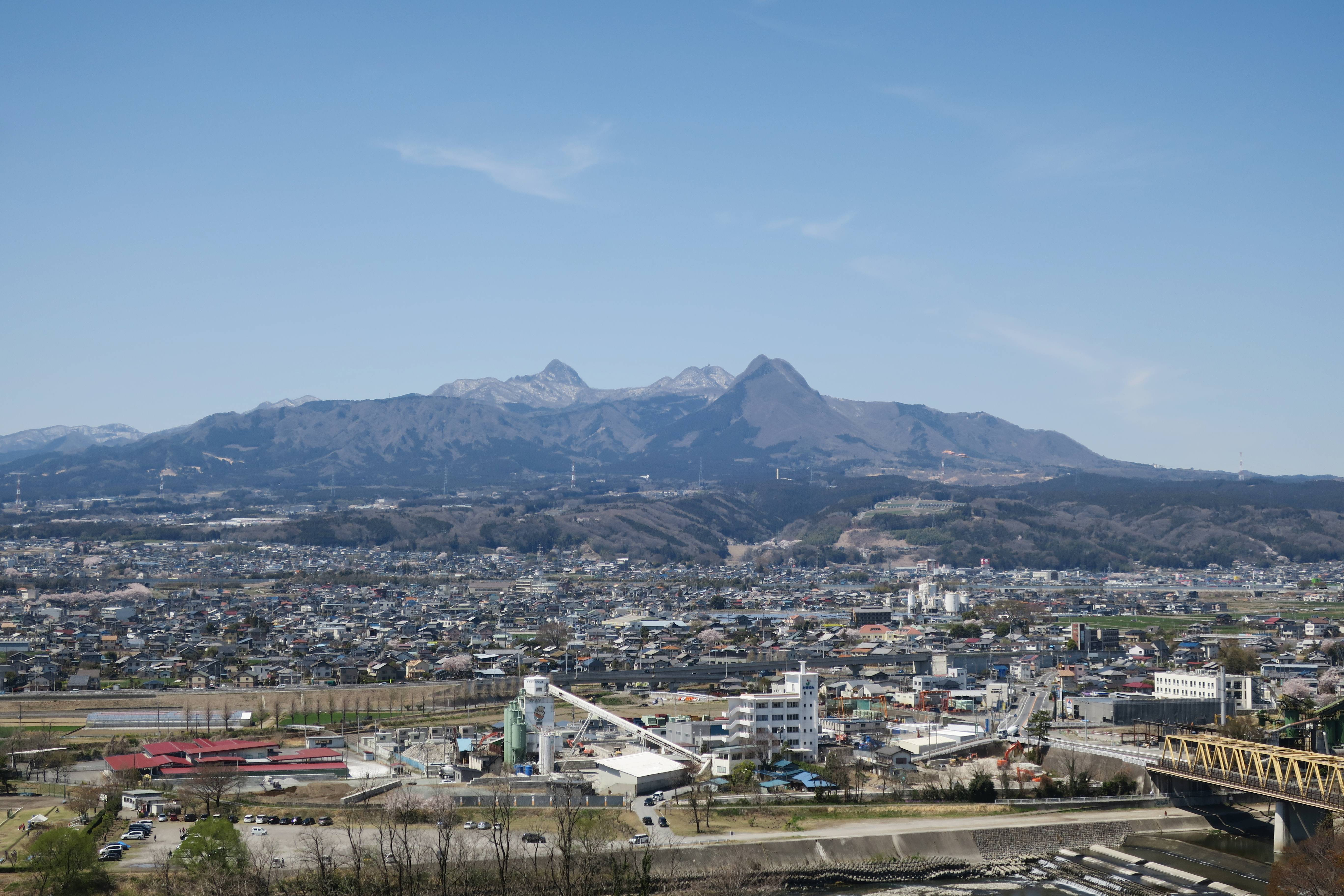
北中央に榛名山
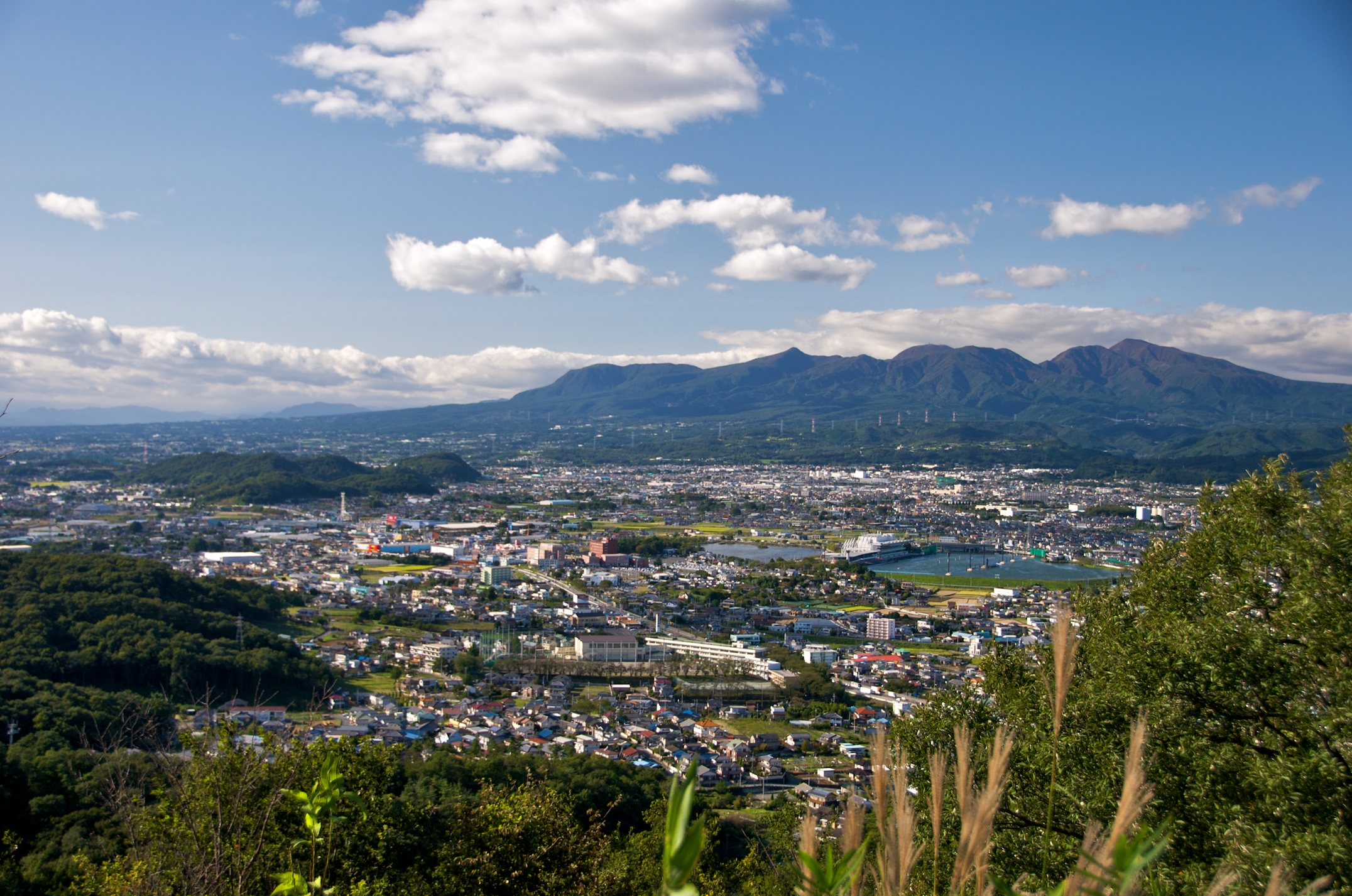
右（東）に赤城山

## 文化
群馬県内の中学校・高校の校歌にこの語句が含まれていることが多く、群馬県の郷土かるたである上毛かるたにも、これらの山について詠まれた歌がある。上毛かるた大会では、団体戦に限り「す」「も」「の」は『三山札』という役札となり、全部取ると10点が加算される。
上毛新聞がウェブアンケート（2023年）が群馬県内の好きな山を聞いたところ、1位が赤城山（79票）、2位が榛名山（29票）、3位が妙義山（17票）、4位が浅間山（12票）、5位が谷川岳（5票）だった。
群馬県では運動会の組分けに上毛三山の「赤城団」「榛名団」「妙義団」など山の名を当てることが多く、上毛新聞のウェブアンケート（2023年）が出身小学校での運動会の組分けを聞いたところ80.9％が山の名前だったと回答している。同調査によると最も多かったのが、浅間山を加えた4組の組分けで、次いで上毛三山の3組の組分けが23.6%、上毛三山に浅間山と白根山を加えた5組の組分けが8.1%だった。また、藤岡市では御荷鉾山、沼田市やみなかみ町などでは武尊山や谷川岳が入ることが多い。
上毛新聞のコラム「三山春秋（みやましゅんじゅう）」は、上毛三山にちなんで名づけられたものである。
毎年1月1日に群馬県を舞台に行われる全日本実業団対抗駅伝大会（ニューイヤー駅伝）は、上毛三山のそれぞれを見ながら走る100kmのコースとなっている。